# Danh sách tiểu hành tinh: 2701–2800
| Tên                  | Tên đầu tiên | Ngày phát hiện       | Nơi phát hiện            | Người phát hiện                                        |
| -------------------- | ------------ | -------------------- | ------------------------ | ------------------------------------------------------ |
| 2701 Cherson         | 1978 RT      | 1 tháng 9 năm 1978   | Nauchnij                 | N. S. Chernykh                                         |
| 2702 Batrakov        | 1978 SZ2     | 16 tháng 9 năm 1978  | Nauchnij                 | L. V. Zhuravleva                                       |
| 2703 Rodari          | 1979 FT2     | 29 tháng 3 năm 1979  | Nauchnij                 | N. S. Chernykh                                         |
| 2704 Julian Loewe    | 1979 MR4     | 25 tháng 6 năm 1979  | Siding Spring            | E. F. Helin, S. J. Bus                                 |
| 2705 Wu              | 1980 TD4     | 9 tháng 10 năm 1980  | Palomar                  | C. S. Shoemaker                                        |
| 2706 Borovský        | 1980 VW      | 11 tháng 11 năm 1980 | Kleť                     | Z. Vávrová                                             |
| 2707 Ueferji         | 1981 QS3     | 28 tháng 8 năm 1981  | La Silla                 | H. Debehogne                                           |
| 2708 Burns           | 1981 WT      | 24 tháng 11 năm 1981 | Anderson Mesa            | E. Bowell                                              |
| 2709 Sagan           | 1982 FH      | 21 tháng 3 năm 1982  | Anderson Mesa            | E. Bowell                                              |
| 2710 Veverka         | 1982 FQ      | 23 tháng 3 năm 1982  | Anderson Mesa            | E. Bowell                                              |
| 2711 Aleksandrov     | 1978 QB2     | 31 tháng 8 năm 1978  | Nauchnij                 | N. S. Chernykh                                         |
| 2712 Keaton          | 1937 YD      | 29 tháng 12 năm 1937 | Konkoly                  | G. Kulin                                               |
| 2713 Luxembourg      | 1938 EA      | 19 tháng 2 năm 1938  | Uccle                    | E. Delporte                                            |
| 2714 Matti           | 1938 GC      | 5 tháng 4 năm 1938   | Turku                    | H. Alikoski                                            |
| 2715 Mielikki        | 1938 US      | 22 tháng 10 năm 1938 | Turku                    | Y. Väisälä                                             |
| 2716 Tuulikki        | 1939 TM      | 7 tháng 10 năm 1939  | Turku                    | Y. Väisälä                                             |
| 2717 Tellervo        | 1940 WJ      | 29 tháng 11 năm 1940 | Turku                    | L. Oterma                                              |
| 2718 Handley         | 1951 OM      | 30 tháng 7 năm 1951  | Johannesburg             | E. L. Johnson                                          |
| 2719 Suzhou          | 1965 SU      | 22 tháng 9 năm 1965  | Nanking                  | Purple Mountain Observatory                            |
| 2720 Pyotr Pervyj    | 1972 RV3     | 6 tháng 9 năm 1972   | Nauchnij                 | L. V. Zhuravleva                                       |
| 2721 Vsekhsvyatskij  | 1973 SP2     | 22 tháng 9 năm 1973  | Nauchnij                 | N. S. Chernykh                                         |
| 2722 Abalakin        | 1976 GM2     | 1 tháng 4 năm 1976   | Nauchnij                 | N. S. Chernykh                                         |
| 2723 Gorshkov        | 1978 QL2     | 31 tháng 8 năm 1978  | Nauchnij                 | N. S. Chernykh                                         |
| 2724 Orlov           | 1978 RZ5     | 13 tháng 9 năm 1978  | Nauchnij                 | N. S. Chernykh                                         |
| 2725 David Bender    | 1978 VG3     | 7 tháng 11 năm 1978  | Palomar                  | E. F. Helin, S. J. Bus                                 |
| 2726 Kotelnikov      | 1979 SE9     | 22 tháng 9 năm 1979  | Nauchnij                 | N. S. Chernykh                                         |
| 2727 Paton           | 1979 SO9     | 22 tháng 9 năm 1979  | Nauchnij                 | N. S. Chernykh                                         |
| 2728 Yatskiv         | 1979 ST9     | 22 tháng 9 năm 1979  | Nauchnij                 | N. S. Chernykh                                         |
| 2729 Urumqi          | 1979 UA2     | 18 tháng 10 năm 1979 | Nanking                  | Purple Mountain Observatory                            |
| 2730 Barks           | 1981 QH      | 30 tháng 8 năm 1981  | Anderson Mesa            | E. Bowell                                              |
| 2731 Cucula          | 1982 KJ      | 21 tháng 5 năm 1982  | Đài thiên văn Zimmerwald | P. Wild                                                |
| 2732 Witt            | 1926 FG      | 19 tháng 3 năm 1926  | Heidelberg               | M. F. Wolf                                             |
| 2733 Hamina          | 1938 DQ      | 22 tháng 2 năm 1938  | Turku                    | Y. Väisälä                                             |
| 2734 Hašek           | 1976 GJ3     | 1 tháng 4 năm 1976   | Nauchnij                 | N. S. Chernykh                                         |
| 2735 Ellen           | 1977 RB      | 13 tháng 9 năm 1977  | Palomar                  | S. J. Bus, T. R. Lauer                                 |
| 2736 Ops             | 1979 OC      | 23 tháng 7 năm 1979  | Anderson Mesa            | E. Bowell                                              |
| 2737 Kotka           | 1938 DU      | 22 tháng 2 năm 1938  | Turku                    | Y. Väisälä                                             |
| 2738 Viracocha       | 1940 EC      | 12 tháng 3 năm 1940  | Konkoly                  | G. Kulin                                               |
| 2739 Taguacipa       | 1952 UZ1     | 17 tháng 10 năm 1952 | Mount Wilson             | J. L. Brady                                            |
| 2740 Tsoj            | 1974 SY4     | 16 tháng 9 năm 1974  | Nauchnij                 | L. V. Zhuravleva                                       |
| 2741 Valdivia        | 1975 XG      | 1 tháng 12 năm 1975  | Cerro El Roble           | C. Torres, S. Barros                                   |
| 2742 Gibson          | 1981 JG3     | 6 tháng 5 năm 1981   | Palomar                  | C. S. Shoemaker                                        |
| 2743 Chengdu         | 1965 WR      | 21 tháng 11 năm 1965 | Nanking                  | Purple Mountain Observatory                            |
| 2744 Birgitta        | 1975 RB      | 4 tháng 9 năm 1975   | Kvistaberg               | C.-I. Lagerkvist                                       |
| 2745 San Martin      | 1976 SR10    | 25 tháng 9 năm 1976  | El Leoncito              | Felix Aguilar Observatory                              |
| 2746 Hissao          | 1979 SJ9     | 22 tháng 9 năm 1979  | Nauchnij                 | N. S. Chernykh                                         |
| 2747 Český Krumlov   | 1980 DW      | 19 tháng 2 năm 1980  | Kleť                     | A. Mrkos                                               |
| 2748 Patrick Gene    | 1981 JF2     | 5 tháng 5 năm 1981   | Palomar                  | C. S. Shoemaker                                        |
| 2749 Walterhorn      | 1937 TD      | 11 tháng 10 năm 1937 | Heidelberg               | K. Reinmuth                                            |
| 2750 Loviisa         | 1940 YK      | 30 tháng 12 năm 1940 | Turku                    | Y. Väisälä                                             |
| 2751 Campbell        | 1962 RP      | 7 tháng 9 năm 1962   | Brooklyn                 | Đại học Indiana                                        |
| 2752 Wu Chien-Shiung | 1965 SP      | 20 tháng 9 năm 1965  | Nanking                  | Purple Mountain Observatory                            |
| 2753 Duncan          | 1966 DH      | 18 tháng 2 năm 1966  | Brooklyn                 | Đại học Indiana                                        |
| 2754 Efimov          | 1966 PD      | 13 tháng 8 năm 1966  | Nauchnij                 | T. M. Smirnova                                         |
| 2755 Avicenna        | 1973 SJ4     | 16 tháng 9 năm 1973  | Nauchnij                 | L. I. Chernykh                                         |
| 2756 Dzhangar        | 1974 SG1     | 19 tháng 9 năm 1974  | Nauchnij                 | L. I. Chernykh                                         |
| 2757 Crisser         | 1977 VN      | 11 tháng 11 năm 1977 | Cerro El Roble           | S. Barros                                              |
| 2758 Cordelia        | 1978 RF      | 1 tháng 9 năm 1978   | Nauchnij                 | N. S. Chernykh                                         |
| 2759 Idomeneus       | 1980 GC      | 14 tháng 4 năm 1980  | Anderson Mesa            | E. Bowell                                              |
| 2760 Kacha           | 1980 TU6     | 8 tháng 10 năm 1980  | Nauchnij                 | L. V. Zhuravleva                                       |
| 2761 Eddington       | 1981 AE      | 1 tháng 1 năm 1981   | Anderson Mesa            | E. Bowell                                              |
| 2762 Fowler          | 1981 AT      | 14 tháng 1 năm 1981  | Anderson Mesa            | E. Bowell                                              |
| 2763 Jeans           | 1982 OG      | 24 tháng 7 năm 1982  | Anderson Mesa            | E. Bowell                                              |
| 2764 Moeller         | 1981 CN      | 8 tháng 2 năm 1981   | Anderson Mesa            | N. G. Thomas                                           |
| 2765 Dinant          | 1981 EY      | 4 tháng 3 năm 1981   | La Silla                 | H. Debehogne, G. DeSanctis                             |
| 2766 Leeuwenhoek     | 1982 FE1     | 23 tháng 3 năm 1982  | Kleť                     | Z. Vávrová                                             |
| 2767 Takenouchi      | 1967 UM      | 30 tháng 10 năm 1967 | Hamburg-Bergedorf        | L. Kohoutek                                            |
| 2768 Gorky           | 1972 RX3     | 6 tháng 9 năm 1972   | Nauchnij                 | L. V. Zhuravleva                                       |
| 2769 Mendeleev       | 1976 GZ2     | 1 tháng 4 năm 1976   | Nauchnij                 | N. S. Chernykh                                         |
| 2770 Tsvet           | 1977 SM1     | 19 tháng 9 năm 1977  | Nauchnij                 | N. S. Chernykh                                         |
| 2771 Polzunov        | 1978 SP7     | 16 tháng 9 năm 1978  | Nauchnij                 | L. V. Zhuravleva                                       |
| 2772 Dugan           | 1979 XE      | 14 tháng 12 năm 1979 | Anderson Mesa            | E. Bowell                                              |
| 2773 Brooks          | 1981 JZ2     | 6 tháng 5 năm 1981   | Palomar                  | C. S. Shoemaker                                        |
| 2774 Tenojoki        | 1942 TJ      | 3 tháng 10 năm 1942  | Turku                    | L. Oterma                                              |
| 2775 Odishaw         | 1953 TX2     | 14 tháng 10 năm 1953 | Brooklyn                 | Đại học Indiana                                        |
| 2776 Baikal          | 1976 SZ7     | 25 tháng 9 năm 1976  | Nauchnij                 | N. S. Chernykh                                         |
| 2777 Shukshin        | 1979 SY11    | 24 tháng 9 năm 1979  | Nauchnij                 | N. S. Chernykh                                         |
| 2778 Tangshan        | 1979 XP      | 14 tháng 12 năm 1979 | Nanking                  | Purple Mountain Observatory                            |
| 2779 Mary            | 1981 CX      | 6 tháng 2 năm 1981   | Anderson Mesa            | N. G. Thomas                                           |
| 2780 Monnig          | 1981 DO2     | 28 tháng 2 năm 1981  | Siding Spring            | S. J. Bus                                              |
| 2781 Kleczek         | 1982 QH      | 19 tháng 8 năm 1982  | Kleť                     | Z. Vávrová                                             |
| 2782 Leonidas        | 2605 P-L     | 24 tháng 9 năm 1960  | Palomar                  | C. J. van Houten, I. van Houten-Groeneveld, T. Gehrels |
| 2783 Chernyshevskij  | 1974 RA2     | 14 tháng 9 năm 1974  | Nauchnij                 | N. S. Chernykh                                         |
| 2784 Domeyko         | 1975 GA      | 15 tháng 4 năm 1975  | Cerro El Roble           | C. Torres                                              |
| 2785 Sedov           | 1978 QN2     | 31 tháng 8 năm 1978  | Nauchnij                 | N. S. Chernykh                                         |
| 2786 Grinevia        | 1978 RR5     | 6 tháng 9 năm 1978   | Nauchnij                 | N. S. Chernykh                                         |
| 2787 Tovarishch      | 1978 RC6     | 13 tháng 9 năm 1978  | Nauchnij                 | N. S. Chernykh                                         |
| 2788 Andenne         | 1981 EL      | 1 tháng 3 năm 1981   | La Silla                 | H. Debehogne, G. DeSanctis                             |
| 2789 Foshan          | 1956 XA      | 6 tháng 12 năm 1956  | Nanking                  | Purple Mountain Observatory                            |
| 2790 Needham         | 1965 UU1     | 19 tháng 10 năm 1965 | Nanking                  | Purple Mountain Observatory                            |
| 2791 Paradise        | 1977 CA      | 13 tháng 2 năm 1977  | Palomar                  | S. J. Bus                                              |
| 2792 Ponomarev       | 1977 EY1     | 13 tháng 3 năm 1977  | Nauchnij                 | N. S. Chernykh                                         |
| 2793 Valdaj          | 1977 QV      | 19 tháng 8 năm 1977  | Nauchnij                 | N. S. Chernykh                                         |
| 2794 Kulik           | 1978 PS3     | 8 tháng 8 năm 1978   | Nauchnij                 | N. S. Chernykh                                         |
| 2795 Lepage          | 1979 YM      | 16 tháng 12 năm 1979 | La Silla                 | H. Debehogne, E. R. Netto                              |
| 2796 Kron            | 1980 EC      | 13 tháng 3 năm 1980  | Anderson Mesa            | E. Bowell                                              |
| 2797 Teucer          | 1981 LK      | 4 tháng 6 năm 1981   | Anderson Mesa            | E. Bowell                                              |
| 2798 Vergilius       | 2009 P-L     | 24 tháng 9 năm 1960  | Palomar                  | C. J. van Houten, I. van Houten-Groeneveld, T. Gehrels |
| 2799 Justus          | 3071 P-L     | 25 tháng 9 năm 1960  | Palomar                  | C. J. van Houten, I. van Houten-Groeneveld, T. Gehrels |
| 2800 Ovidius         | 4585 P-L     | 24 tháng 9 năm 1960  | Palomar                  | C. J. van Houten, I. van Houten-Groeneveld, T. Gehrels |